# Raphaël Zarka
Raphaël Zarka, nacido el año 1977 en Montpellier es un artista plástico francés, fotógrafo, escultor y videografo. Es igualmente autor y se interesa particularmente por la historia del skate-board.

## Datos biográficos
Estudió en la Winchester school of art y en la École nationale supérieure des beaux-arts de París.

## Premios
- 2010 : Laureado de la Villa Médici, Academia de Francia en Roma por su proyecto "Le voyage géométrique et le voyage galiléen"[1]
- 2008 : Laureado del Prix Fondation d'entreprise Ricard por su escultura Padova[3]